# Changó, el gran putas
Changó, el gran putas es una novela del escritor colombiano Manuel Zapata Olivella publicada originalmente en 1983. Es considerada la obra más sobresaliente del autor. Esta novela narra la diáspora africana en todo el continente americano. América es el destino de llegada de las naves negreras repletas de miles de hombres y mujeres africanos, despojados de su tierra para cumplir los inhumanos y ambiciosos proyectos de los colonizadores blancos que veían resquebrajar sus sueños por la disminución de la mano de obra indígena en el Nuevo Mundo. No obstante, los recién llegados de África venían dispuestos a sobrevivir, avizoraban proyectos de libertad desde sus viajes trasatlánticos, sumergidos en la pestilencia de las bodegas de los barcos. Trajeron consigo sus cantos, sus rezos, sus dioses, su lengua y su árbol ceremonial, el baobab.

## Estructura
La novela se divide en cinco partes de las cuales las tres primeras constan de tres capítulos cada una mientras que la cuarta y quinta parte están integradas por cuatro capítulos. Al final del libro se encuentra un cuaderno de bitácora a modo de glosario que define algunos vocablos asociados a la mitología africana. 
Primera parte: Los orígenes
- La tierra de los ancestros
- La trata
- La alargada huella entre dos mundos

Segunda parte: El muntu americano
- Nacido entre dos aguas
- Hijos de Dios y la Diabla
- ¡Cruz de Elegba, la tortura camina!

Tercera parte: La rebelión de los vodús
- Hablan los caballos y sus jinetes
- El tambor de Boukman
- ¡Libertad o muerte!

Cuarta parte: Las sangres encontradas
- Simón Bolívar: memoria del olvido
- José Prudencio Padilla: guerras ajenas que parecen nuestras
- El Alejaidinho: Donde quiera que tus manos sin dedos dejen la huella de tu espíritu
- José María Morelos: el llamado de los ancestros Olmecas

Quinta parte: Los ancestros combatientes
- El culto a los Ancestros
- Los fabricantes de centellas
- La guerra civil nos dio la libertad, la libertad nos devolvió la esclavitud
- ¡Oye: los Orichas están furiosos!

Cuaderno de bitácora: mitología e historia

## Argumento
La primera parte inicia con la gran saga del panteón africano dominado por el relámpago-trueno de Changó donde el valiente Gbonka y el noble Timi, hermanos menores del principal dios africano, movidos por la envidia y los celos se enfrentan a muerte bajo la mirada furiosa y condenadora del dios principal. Gbonka asesino de Timi, su fiel hermano, protegido por los demás Loas se rebela contra Changó y se hace coronar. Este último, iracundo, pronuncia la maldición del destierro en la que todos sus descendientes vivirán “proscritos en América, la tierra del martirio”.
La segunda parte de la novela tiene como espacio fundamental a Cartagena de Indias principal puerto negrero del Nuevo Reino de Granada. Domingo, el libertador de esclavos, que luego pasará a la historia con el nombre de Benkos Biojó (1596-1621) tiene un lugar especial en la narración. Él será el primer elegido de Changó, cuyo destino está marcado con las serpientes de Legba: dos serpientes en forma de óvalo que se muerden las colas. Los sermones del padre Claver no harán mella en los oídos del niño negro que sólo escucha los llamamientos del tambor a la orilla de Marbella donde las bailadoras de bullerengue y los esclavos adoradores de las loas y orichas se reúnen a invocar la presencia de Changó esperanzados de que sus días de sometimiento y maltrato acaben definitivamente. Benkos, el insubordinado, organiza un ejército y huye con los otros esclavos a las zonas pantanosas de San Basilio de Palenque, territorio donde los cimarrones encontraron la libertad.
Haití, la primera nación negra, es el epicentro de la tercera parte. La revolución haitiana es reescrita por Manuel Zapata Olivella. François Dominique Toussaint-Louverture, Boukman y Mackandal, principales artífices de la independencia de esta colonia francesa, surgen movidos por los hilos de Changó. En las primeras líneas del capítulo "Libertad o muerte" el dios yoruba alista su ejército para la lucha por la libertad: 
—Mackandal, te hago mariscal. Vengarás la sangre de los ekobios torturados.
A Bouckman le entregó el fuego para que incendiara los cañaverales y trapiches.
—¡A ti, Toussaint L’Overture, te doy las llaves de Elegba! ¡Aun después de muerto, serás la gran abertura de la libertad!
—¡Acércate Dessalines! Toma esta corona, serás emperador general de la plaza y reorganizarás la nación destruida por la guerra.
A Christophe le dijo:
—No dejarás paz a tus propios ekobios. Te corono rey para que gobiernes sobre los cadáveres de tus amos y súbditos.
A Petión, único de los grandes generales con sangre mulata, nombró presidente Confianza para que con soldados, barcos y fusiles armen a quienes le juren libertad al Muntu.
La cuarta parte se centra en los personajes históricos de Simón Bolívar, a quien se le reprocha no otorgar la libertad a los esclavos; José Prudencio Padilla, almirante de las tropas libertadoras y fusilado acusado de traición; Antonio Francisco Lisboa conocido como el Aleijadinho, escultor brasileño de obras barrocas y por último el descendiente de los ancestros olmecas, el sacerdote y militar mexicano, José María Morelos. Estos hombres encarnan al "Nuevo Muntu americano". 
En la quinta parte desembocan los hilos de sangre traídos desde África y esparcidos por todo lo ancho del territorio americano. En los Estados Unidos Agne Brown lidera un movimiento social organizado en la clandestinidad. De manera contundente la voz negra se hace oír buscando abiertamente y sin prejuicio su redención. A esta causa se adhieren personajes como Marcus Garvey, Nat Turner y Malcom X, defensores y promotores del despertar negro.

## Crítica
La novela de Zapata Olivella ha sido merecedora de buenas críticas y numerosos estudios académicos. El profesor norteamericano Jonathan Tittler, traductor de esta obra al inglés, afirma que: 
Lo que se destaca de la novela no es tanto la escala monumental en que se edifica. Es la frescura y originalidad de su perspectiva, la que, al recontar repetidamente los ultrajes y vejámenes a los que el muntu está sujeto a través de las épocas, evita una pedestre enumeración de abusos.
Asimismo, Denilson Lima Santos expone que: 
La obra Changó, el gran putas no es una imitación de ninguna otra fórmula sino un reconocimiento de una dependencia en términos de préstamos culturales estéticos (como la narrativa y su estructura, por ejemplo) que apunta con serenidad para una independencia, en términos de tradición literaria. Es la escritura llena de trazos de una cultura oral que expresa la ancestralidad como hilo que teje la historia y existencia humana.
Con frecuencia la crítica especializada coincide en ubicar esta novela como un referente de la literatura poscolonial debido a su profunda exploración de los complejos procesos socioculturales que resultaron de la diáspora africana en el continente americano.

## Traducciones
En 1991 la novela de Zapata Olivella es traducida al francés por Dorita Nouhaud con el título
Chango, ce sacré dieu  y en el 2010 Jonathan Tittler lo hace al inglés bajo el título
Changó, the Biggest Badass.